# Conus maaboensis
Espèce
Conus maaboensis est une espèce fossile de mollusques gastéropodes marins de la famille des Conidae.

## Taxonomie

### Publication originale
L'espèce Conus maaboensis a été décrite pour la première fois en 1907 par les malacologistes H. Martin-Icke et Johann Karl Ludwig Martin (d) (1851-1942) dans « Sammlungen des geologischen Reichs-Museums in Leiden »,.